# Laura Dornheim

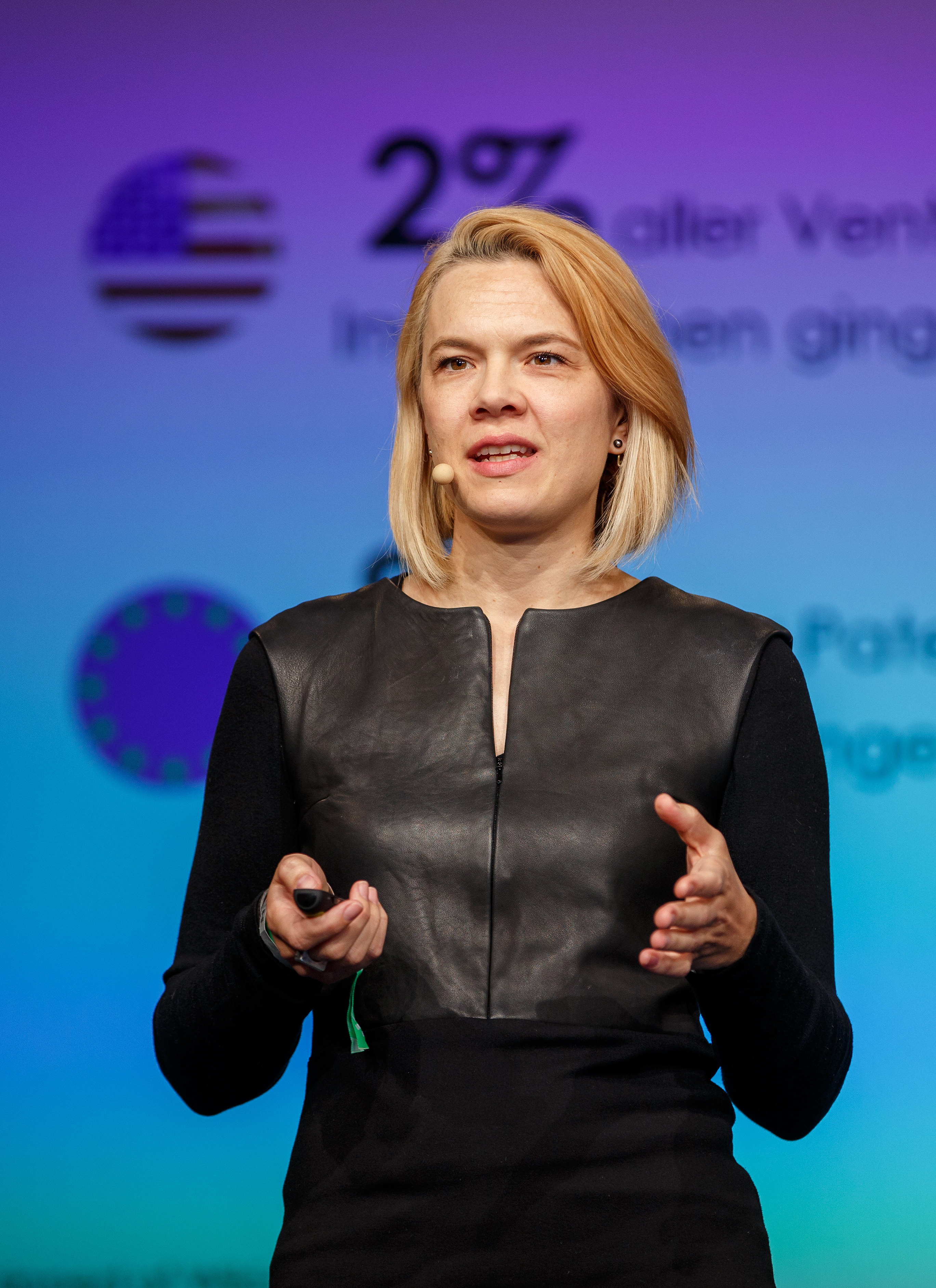
Laura Sophie Dornheim (2018)

Laura Sophie Dornheim (* 13. Dezember 1983 in Dachau) ist eine deutsche Wirtschaftsinformatikerin, Unternehmensberaterin und Sachbuchautorin. Im September 2022 übernahm sie die Leitung des IT-Referats der Stadt München als Chief Digital Officer (CDO). Dornheim ist Mitglied der Grünen.

## Ausbildung
Dornheim wurde in Dachau geboren und ist in München aufgewachsen, wo sie das sprachlich und musisch ausgerichtete Städtische Luisengymnasium besuchte und dort 2003 ihr Abitur machte. Ihr Studium der Wirtschaftsinformatik in Hamburg hat sie mit einem Diplom abgeschlossen. Promoviert hat sie bei Maria Eleonora Karsten an der Universität Lüneburg und Dietmar Fink am Lehrstuhl für Unternehmensberatung und -entwicklung an der Hochschule Bonn-Rhein-Sieg  über Frauen in Führungspositionen in männerdominierten Branchen. Das Thema ihrer interdisziplinären Doktorarbeit trägt den Titel „Frauen in Unternehmensberatungen, eine empirische Studie zu geschlechtsspezifischen Anforderungen und Strategien“.

## Beruflicher Werdegang
Nach ihrem Studium war Dornheim von 2008 bis 2014 als Unternehmensberaterin und als Management Consultant bei einer Münchner Firma tätig. Unter anderem betreute sie hierbei von 2010 bis 2011 ein Entwicklungshilfeprojekt in Afrika. Von Mai bis Dezember 2014 arbeitete sie bei der Digitalagentur „Torben, Lucie und die gelbe Gefahr GmbH (TLGG)“ in Berlin als „Senior Strategist“. 2015 gründete sie eine Unternehmensberatung. 2016 bis 2021 arbeitete Dornheim in verschiedenen Positionen für den Adblock-Plus-Hersteller Eyeo. Am 27. Juli 2022 wählte der Münchner Stadtrat auf Vorschlag der SPD- und Grünenfraktion nach einer hitzigen Debatte Dornheim für die nächsten sechs Jahre zur Leiterin des Münchner IT-Referats. Nach ihrer Wahl wies Dornheim den Vorwurf, sie sei als Quotenfrau gewählt worden, zurück. Ihr Amt als Chief Digital Officer (CDO) von über 1400 Mitarbeitern trat Dornheim am 1. September 2022 an. Seither werden neun von 15 Referaten der Stadtverwaltung in München von Frauen geleitet.

## Positionen
Als ihr Leitthema als IT-Referentin formulierte Dornheim die „digitale Teilhabe, technologische Lösungen müssen bürger*innenfreundlich und barrierefrei sein“. Als Feministin, so betonte sie, werde sie für mehr Diversität nicht nur in der Münchner Stadtverwaltung eintreten und nannte im Interview mit Jacqueline Preußer von der FAZ weitere Schwerpunkte:
„Handlungsbedarf sehe ich vor allem bei dem Thema Bildungs- und Schul-IT. Diese Thematik besitzt aufgrund der unterschiedlichen Einrichtungen mit differenten Bedürfnissen eine enorme Komplexität. Hier gibt es einiges zu tun, daher zählt es zu meinen Topthemen. Auch im Hinblick auf die Datennutzung gibt es noch viel Luft nach oben. Viele verschiedene Behörden müssen aktuell dieselben Personendaten immer wieder neu erfassen, obwohl die Datensätze innerhalb der Stadtverwaltung bereits vorliegen.“
Darüber hinaus setzt sich Laura Sophie Dornheim für die Legalisierung von Schwangerschaftsabbrüchen ein. Mit ihrem Buch Deine Entscheidung hat sie einen Ratgeber verfasst für Frauen, die sich angesichts einer ungewollten Schwangerschaft mit dem Gedanken tragen, abzutreiben. Sie erläutert darin u. a. die Rechtslage sowie die Vor- und Nachteile der verschiedenen Abbruchmethoden, ohne dabei pro oder contra Abtreibung Stellung zu beziehen. Wie sie aus eigener Erfahrung wusste, bestand bei diesem Thema auf dem Buchmarkt bis dahin eine Lücke. Motiviert war das Buch wesentlich durch den Aufwand, den sie als Mutter zweier Kinder bei ihrem eigenen Schwangerschaftsabbruch über sich ergehen lassen musste. Dinah Riese urteilte in der taz am Wochenende, dass dieses Werk kein politisches Manifest sei, sondern einfühlsam und pragmatisch über Schwangerschaftsabbrüche aufkläre.
Laura Dornheim plädiert auch in der bundespolitischen Debatte für die Abschaffung des Paragrafen 218 im deutschen Strafgesetzbuch, der ihrer Meinung nach „aus einer schwangeren Frau, die das Kind nicht bekommen will, eine Kriminelle“ macht. In einem Streitgespräch in der ZEIT mit der CSU-Politikerin Ilse Aigner, Präsidentin des Bayerischen Landtages und Vorsitzende des Schwangerschaftsberatungsvereins Donum Vitae  bezeichnete Dornheim die Abschaffung des Paragrafen 218 als „Grundlage, um ungewollt Schwangere besser behandeln zu können, medizinisch, aber auch in Bezug auf die Tabuisierung, die psychisch belastet“.
Für mediales Aufsehen und Verstimmung in der Stadtspitze sorgte Dornheim, als sie am 16. September 2023 aus einem Festzelt des Oktoberfestes ein Selfie mit Hubert Aiwanger im Hintergrund veröffentlichte und dazu den Text hinzufügte "Nächstes Jahr pack ich mir nen "Nazis raus" Button ans Dirndl."

## Politik und Ehrenamt
Bereits während ihres Studiums war Dornheim parteipolitisch aktiv. 2004 trat sie den Grünen bei, 2011 trat sie der Piratenpartei Deutschland bei und kandidierte 2013 noch als Doktorandin bei den Piraten Berlin für den Deutschen Bundestag. Ab 2014 engagierte sich Dornheim netzpolitisch für die Grünen. 2021 kandidierte Dornheim auf der Berliner Landesliste von Bündnis 90/Die Grünen sowie als Direktkandidatin im Bundestagswahlkreis Berlin-Lichtenberg erfolglos für den Deutschen Bundestag.

## Veröffentlichungen
- Frauen in Unternehmensberatungen : eine empirische Studie zu geschlechtsspezifischen Anforderungen und Strategien. Springer Gabler, Wiesbaden 2015, ISBN 978-3-658-09031-9.
- Deine Entscheidung: Alles, was du über Abtreibung wissen musst. Antje Kunstmann Verlag, München 2023, ISBN 978-3-95614-536-0.